# Liste der Bürgermeister von Vancouver
Die nachfolgende Liste zeigt alle Bürgermeister (mayors) von Vancouver seit der Stadtgründung im Jahr 1886.

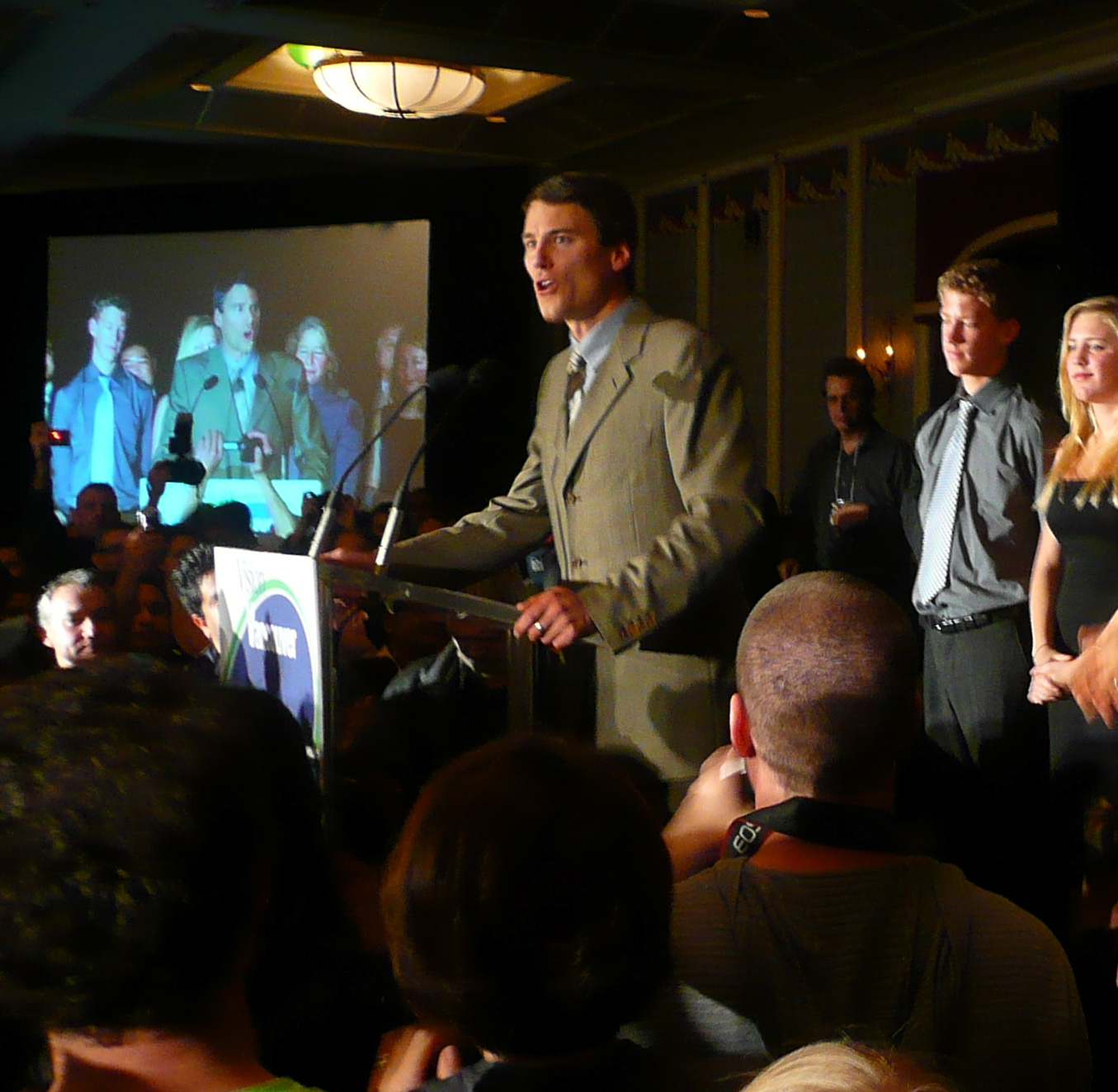
Gregor Robertson, amtierender Bürgermeister von Vancouver

| Jahr      | Bürgermeister             | Partei                    |
| --------- | ------------------------- | ------------------------- |
| 1886–1887 | Malcolm Alexander MacLean | Unabhängiger              |
| 1888–1891 | David Oppenheimer         | Unabhängiger              |
| 1892–1893 | Frederick Cope            | Unabhängiger              |
| 1894      | Robert Alexander Anderson | Unabhängiger              |
| 1895–1896 | Henry Collins             | Unabhängiger              |
| 1897      | William Templeton         | Unabhängiger              |
| 1898–1900 | James Garden              | Unabhängiger              |
| 1901      | Thomas Townley            | Unabhängiger              |
| 1902–1903 | Thomas Neelands           | Unabhängiger              |
| 1904      | William McGuigan          | Unabhängiger              |
| 1905–1906 | Frederick Buscombe        | Unabhängiger              |
| 1907–1908 | Alexander Bethune         | Unabhängiger              |
| 1909      | Charles Douglas           | Unabhängiger              |
| 1910–1911 | Louis Denison Taylor      | Unabhängiger              |
| 1912      | James Findlay             | Unabhängiger              |
| 1913–1914 | Truman Smith Baxter       | Unabhängiger              |
| 1915      | Louis Denison Taylor      | Unabhängiger              |
| 1915–1917 | Malcolm Peter McBeath     | Unabhängiger              |
| 1918–1921 | Robert Henry Otley Gale   | Unabhängiger              |
| 1922–1923 | Charles Edward Tisdall    | Unabhängiger              |
| 1924      | William Reid Owen         | Unabhängiger              |
| 1925–1928 | Louis Denison Taylor      | Unabhängiger              |
| 1929–1930 | William Harold Malkin     | Unabhängiger              |
| 1931–1934 | Louis Denison Taylor      | Unabhängiger              |
| 1935–1936 | Gerald Grattan McGeer     | Unabhängiger              |
| 1937–1938 | George Clark Miller       | Unabhängiger              |
| 1939–1940 | James Lyle Telford        | Unabhängiger              |
| 1941–1946 | Jonathan Webster Cornett  | NPA                       |
| 1947      | Gerald Gratton McGeer     | NPA                       |
| 1947–1948 | Charles E. Jones          | NPA                       |
| 1948      | George Clark Miller       | NPA                       |
| 1949–1950 | Charles Edwin Thompson    | NPA                       |
| 1951–1958 | Frederick Hume            | NPA                       |
| 1959–1962 | Albert Thomas Alsbury     | Unabhängiger              |
| 1963–1966 | William Rathie            | NPA                       |
| 1967–1972 | Thomas J. Campbell        | Unabhängiger, später NPA  |
| 1972–1976 | Art Phillips              | TEAM                      |
| 1976–1980 | Jack Volrich              | TEAM, später Unabhängiger |
| 1980–1986 | Michael Harcourt          | Unabhängiger              |
| 1986–1993 | Gordon Campbell           | NPA                       |
| 1993–2002 | Philip Owen               | NPA                       |
| 2002–2005 | Larry Campbell            | COPE, später VV           |
| 2005–2008 | Sam Sullivan              | NPA                       |
| seit 2008 | Gregor Robertson          | VV                        |